# Salomé (Mariotte)
Salomé és una òpera en un acte amb música de Antoine Mariotte i llibret basat en l'obra en francès Salomé d'Oscar Wilde. Es va estrenar el 30 d'octubre de 1908 (tres anys després de la versió de Strauss a Dresden) al Grand Théâtre de Lió, i es va representar a París el 1910 al Gaîté-Lyrique, mentre que l'òpera de Strauss es va representar en l'Opéra.

## Personatges
| Personatge                                                         | Tessitura | Repartiment de l'estrena, 30 d'octubre de 1908 (Director: –) |
| ------------------------------------------------------------------ | --------- | ------------------------------------------------------------ |
| Hérode, Tetrarca de Judea                                          | baríton   | Édouard Cotreuil                                             |
| Hérodias, la seva esposa (i neboda)                                | Contralt  | Soïni                                                        |
| Salomé, la seva fillastra (i reneboda)                             | soprano   | De Wailly                                                    |
| Iokanaan (Joan Baptista)                                           | baríton   | Jean Aubert                                                  |
| Narraboth, capità de la guàrdia                                    | tenor     | Henry Grillières                                             |
| El patge d'Hérodias                                                | contralt  |                                                              |
| Primer soldat                                                      | tenor     |                                                              |
| Segon soldat                                                       | baríton   |                                                              |
| Jove sirià (Narraboth)                                             | tenor     |                                                              |
| Convidats reials (egipcis i romans), i seguici, servidors, soldats |           |                                                              |